# دوشان هيردا
دوشان هيردا ، من مواليد 15 يوليو 1951 ، لاعب كرة قدم تشيكوسلوفاكي سابق.
لعب مع منتخب تشيكوسلوفاكيا لكرة القدم.

## وصلات خارجية
- دوشان هيردا على موقع الاتحاد التشيكي (الإنجليزية)
- دوشان هيردا على موقع قاعدة بيانات كرة القدم.إي يو (الإنجليزية)
- دوشان هيردا على موقع ناشيونال فوتبول تيمز (الإنجليزية)
- دوشان هيردا على موقع عالم كرة القدم.نت (الإنجليزية)